# Lake Alfred
Lake Alfred város az USA Florida államában, Polk megyében. Lakosainak száma 6374 fő (2020. április 1.).

## Története
A várost nem sokkal azután alapították, hogy a dél-floridai vasút 1883-ban elérte a területet. Korábban számos neve volt, többek között Fargo, Chubb és Bartow Junction.

## Népesség
A település népességének változása:

| 2010 | 5 015 |
| 2020 | 6 374 |